# Mohammad Rejszahri
Mohammad Rejszahri (ur. 29 października 1946 w Reju, zm. 21 marca 2022) – irański duchowny szyicki i polityk, w latach 1984–1989 minister wywiadu i bezpieczeństwa Iranu.

## Życiorys
Był szyickim duchownym, posiadał tytuł hodżdżatoeslama.
Po rewolucji islamskiej został wyznaczony na przewodniczącego trybunału rewolucyjnego, którego zadaniem miało być sądzenie osób wiernych obalonemu rządowi szacha Mohammada Rezy Pahlawiego i uznanych za organizatorów działalności kontrrewolucyjnej w wojsku. W czerwcu 1980 ogłosił wykrycie spisku antyrządowego zorganizowanego przez żołnierzy z bazy w Piranszahrze, powiązanej z trwającym powstaniem kurdyjskim. Również w 1980 kierował śledztwem w sprawie planu zamachu stanu opracowanego przez oficerów z bazy lotnictwa w Noże, którego celem miało być restytuowanie rządu Szapura Bachtijara, zabójstwo Ruhollaha Chomejniego i aresztowanie jego współpracowników. Organizatorzy niedoszłego zamachu stanu otrzymali wsparcie finansowe z Iraku.
Rejszahri prowadził śledztwo i doprowadził do egzekucji Mehdiego Haszemiego, w 1982 osobiście przesłuchiwał również oskarżonych o organizację kolejnego spisku przeciwko Chomejniemu Sadegha Ghotbzadego i ajatollaha Mohammada Kazema Szari'atmadariego; ostatni „spisek” został sfingowany na żądanie Chomejniego, który miał Szari'atmadariemu za złe jego sprzeciw wobec ustanowienia w porewolucyjnym Iranie rządów duchowieństwa szyickiego (rząd uczonego prawnika, welajat-e faghih, według koncepcji Chomejniego). 
Rejszahri związany był z lewym skrzydłem porewolucyjnej elity władzy. Od 1982 należał do stronnictwa tzw. nowej lewicy, która domagała się polityki gospodarczej ukierunkowanej na likwidowanie nierówności społecznych, równocześnie wzywając do całkowitego posłuszeństwa Najwyższemu Przywódcy i zwalczania dysydentów. W 1984 premier Mir Hosejn Musawi mianował go pierwszym ministrem wywiadu i bezpieczeństwa (WEWAK), które to ministerstwo w znacznej mierze Rejszahri tworzył od podstaw. W 1987 Rejszahri stanął na czele sądu specjalnego dla duchowieństwa, który sądził szyickich duchownych głoszących poglądy uznane za antyrządowe. Ministerstwem wywiadu i bezpieczeństwa kierował do 1989, gdy nowym prezydentem Iranu został Ali Akbar Haszemi Rafsandżani.
Rejszahri z czasem porzucił lewicowe poglądy gospodarcze; podczas gdy dawni działacze lewicy na czele z Musawim i Mohammadem Chatamim zaczęli tworzyć ruch reformatorski, Rejszahri w 1996 utworzył konserwatywne Stowarzyszenie Obrony Wartości Rewolucji Islamskiej. Nie odniosło ono jednak politycznego sukcesu i zostało rozwiązane dwa lata później. W 1997 Rejszahri wystartował w wyborach prezydenckich w Iranie, uzyskując śladowe poparcie; wybory w pierwszej turze wygrał Mohammad Chatami. 
Był przedstawicielem Najwyższego Przywódcy ds. hadżdżu. Jest twórcą i dziekanem instytutu teologicznego i kulturalnego Dar al-Hadis.
Autor wspomnień.